# Dedinka
Dedinka é um município da Eslováquia, situado no distrito de Nové Zámky, na região de Nitra. Tem 18,52 km² de área e sua população em 2018 foi estimada em 670 habitantes.

## Demografia
| Ano:        | 1994 | 2004   | 2014    | 2024    |
| ----------- | ---- | ------ | ------- | ------- |
| Broj ljudi: | 889  | 832    | 735     | 632     |
| Razlika:    |      | -6,41% | -11,65% | -14,01% |

| Ano:               | 2023 | 2024   |
| ------------------ | ---- | ------ |
| Número de pessoas: | 647  | 632    |
| Diferença:         |      | -2,31% |